# Zaladane
Zaladane, il cui vero nome è Zala Dane, è un personaggio dei fumetti pubblicati dalla Marvel Comics. La sua prima apparizione avviene in Astonishing Tales vol.1 n.3. È stata avversaria di Ka-Zar e degli X-Men.
È stato suggerito che Zaladane sia sorella o sorellastra di Lorna Dane (Polaris), anche se questa parentela non è mai stata confermata da fonti ufficiali.

## Biografia del personaggio

### Alla conquista della Terra Selvaggia
Zaladane progetta di conquistare la Terra Selvaggia in nome del dio Garokk, incontrando sul suo percorso Ka-Zar tenta di farlo aderire alla sua causa ma, quando l'eroe rifiuta, lo attacca trascinandolo con sé sul suo mezzo volante. Quando Ka-Zar riesce a liberarsi, Zaladane lo convince con l'inganno a seguirla nel tempio di Garokk dove lo getta tra le grinfie di un Guardiano Bestiale, nella lotta che ne segue la grotta crolla intrappolando la donna ed il guardiano.

### In guerra con gli X-Men
Liberatasi dalle macerie della caverna, Zaladane porta avanti i suoi piani di conquista, progettando di creare nella Terra Selvaggia un'oasi di pace da governare insieme a Garokk. Il suo desiderio viene fermato dalle forze unite di Ka-Zar e degli X-Men. Unitasi ai mutati della Terra Selvaggia e a Sauron, Zaladane cerca, ancora una volta, di soggiogare la landa primordiale ma viene nuovamente fermata dagli eroi riuniti.
Dopo un accordo con l'Alto Evoluzionario, per riparare i danni subiti dalla Terra Selvaggia, Zaladane invia una squadra di mutati a rapire Polaris, con lo scopo di sottrarle i poteri, gli X-Men, giunti a salvare la loro compagna, dopo una cruenta battaglia sconfiggono la donna.

### La morte
Alla sua ultima apparizione, Zaladane cerca di incrementare il proprio potere, costruendo delle torri che attingono ai campi magnetici della Terra Selvaggia; Nick Fury, giunto per investigare viene sconfitto dalla donna. L'esercito di mutati al comando di Zaladane ingaggia battaglia con Ka-Zar, Magneto e Rogue che vengono inizialmente sconfitti, successivamente anche Nick Fury si unisce alla battaglia. La donna intrappola Magneto per attingere al suo potere e incrementare i propri, ma il mutante, liberatosi grazie ai suoi compagni, uccide Zaladane e ne distrugge la base.

## Poteri e abilità
Esperta guerriera, Zaladane ha ai suoi ordini una potente armata di mutati; cavalca un mezzo volante dal quale può lanciare getti infuocati e bombe; grazie alla tecnologia dell'Alto Evoluzionario è in grado di attingere ai campi magnetici terrestri e mutanti; controlla la magia del dio Garokk.